# Романько Олександр Валерійович
Олександр Валерійович Романько (27 листопада 1973 – 26 листопада 2017) — журналіст, краєзнавець, педагог, поет, громадський діяч.
Народився 27 листопада 1973 р. в м. Донецьку.
Батько – Романько Валерій Іванович, доцент Донбаського державного педагогічного університету, член НСПУ, НСЖУ, НСКУ, голова Донецької обласної краєзнавчої організації, випускник філологічного фак-ту Донбаського державного університету
Мати - Романько Валентина Анатоліївна, вчитель історії та суспільствознавства, випускниця історичного фак-ту Донбаського державного університету.
Освіта
Слов’янський державний педагогічний інститут, дефектологічний фак-т, спеціальність «Дефектологія, олігофренопедагогіка і логопедія» (1996)
Трудова діяльність
1990, 1 серпня – коректор міськрайонної газети «Комуніст» (м. Слов’янськ)
1994 – 1995 – власкор Дніпротелепрескорпорації по Східному регіону України
1996 – 1998 – редактор газети «Народ і армія» (Інст-т журналістики Київського нац. унів-ту
1998 – 2005 – власкор КП «Редакція газети «Донеччина» (м. Донецьк)
2005 – 2008 – старший викладач кафедри філософіі, соціології та права Слов’янського державного педагогічного університету 
2008 – 2017  - власкор газети «Злагода» (м. Слов’янськ)
Участь у творчих спілках, наукових товариствах
Член Національної спілки краєзнавців України з 2013 р.
Член Національної спілки журналістів України з 1995 р.
Громадська робота
Керівник проекту «Слов’янський молодіжний поетичний десант»
Відзнаки
- літературно-мистецька премія ім. М.Петренка (2015);
- спеціальна відзнака журі Всеукраїнського конкурсу художнього репортажу імені Марка Йогансена «Самовидець» з теми «Чому я ніколи звідси не поїду» (2016. куратора – Олеся Яремчук);
- медаль народної відзнаки «За визволення Слов’янська. 2014» (2017);
- нагрудний знак і звання «Почесний краєзнавець Донеччини» (2018);
- диплом і нагрудний знак лауреата ХХ Загальнонаціонального конкурсу «Українська мова - мова єднання» у номінації «Рубежі подвигів і безсмертя» (Одеса, 2019)

Друковані видання
1. «Не замучит меня хромота» (зб. поезій – 1999, 2017)
2. «Мімікрія і мартиролог» (зб. поезій – 2018)
3. «Листи з провінції» (Публіцистика, поезії – 2019)
4. «Публіцистика. 1988-2017» (2019)
5. Релігієзнавство: Навч. посібник. – К.: Центр навчальної літератури, 2006. – 272 с. Гриф МОН України (лист № 14/18.2-2315 від 24.10. 2005 р.). – Колектив авторів. Тема 8. «Католицизм». – С.113 – 120.
6. Правознавство: Навч. посібник. – К.: «ВД «Професіонал», 2007. – 400 с. (Колектив авторів: Копиленко О.Л., Римаренко Ю.І., Мозговий Л.І та ін. Рекомендовано МОН України як навч. посібник для студентів ВНЗ (лист № 1.4/18-Г-216 від 29.01.2007 р.). Тема 10. «Спадкове право». – С. 142-179) (у співавторстві з В.В.Борщовим).

Джерела
- Дзюба Іван. З донецького калейдоскопа. 2. Батько і син. – Газета «Літературна Україна» (Київ). – № 11 (5794). – 16 березня 2019 р., стор. 12;
- Зоц Ігор. Навіки Сашко У кн. «Донбасія». – К.: Вид-во «Ярославів вал», 2021. – С. 63-67
- Романько Валерій. Це твоє свято, синку» //Слово Просвіти. Ч. 33-34, 19-31 серпня 2021 р. С.16.
- Список праць